# WAY-100,135
WAY-100,135 — серотонинергическое лекарство из семейства фенилпиперазинов, которое широко используется в научных исследованиях. Оно действует как высокопотентный антагонист 5-HT1A-рецепторов, и первоначально считалось высоко селективным, однако дальнейшие исследования показали, что оно также является парциальным агонистом 5-HT1D-рецепторов (pKi = 7.58; практически такая же аффинность, как и по отношению к 5-HT1A-рецепторам), и, в значительно меньшей, однако всё же значимой степени, парциальным агонистом 5-HT1B-рецепторов (pKi = 5.82). Эти данные побудили синтезировать другое сходное соединение, WAY-100,635, которое считалось более селективным и ещё более высокопотентным антагонистом 5-HT1A. Однако WAY-100,635 также оказался не полностью селективным, так как обнаружилось, что он также является высокопотентным агонистом D4-рецепторов.